# Негрешти (Ботошани)
Негрешти (рум. Negrești) насеље је у Румунији у округу Ботошани у општини Михалашени. Oпштина се налази на надморској висини од 76 m.

## Становништво
Према подацима из 2002. године у насељу је живело 311 становника, од којих су сви румунске националности.